# Ксав'є Гохштрассер
Ксав'є Гохштрассер (нім. Xavier Hochstrasser, нар. 1 липня 1988, Онекс) — швейцарський футболіст, півзахисник,  згодом тренер.
Насамперед відомий виступами за клуби «Серветт» та «Янг Бойз», а також олімпійську збірну Швейцарії.

## Клубна кар'єра
Народився 1 липня 1988 року в місті Онекс. Вихованець юнацьких команд футбольних клубів «Онекс» та «Етуаль Каруж».
У дорослому футболі дебютував 2005 року виступами за команду клубу «Серветт», в якій провів один сезон, взявши участь у 26 матчах чемпіонату. Більшість часу, проведеного у складі «Серветта», був основним гравцем команди.
Своєю грою за цю команду привернув увагу представників тренерського штабу клубу «Янг Бойз», до складу якого приєднався 2006 року. Відіграв за бернську команду наступні п'ять сезонів своєї ігрової кар'єри. Граючи у складі «Янг Бойз» також здебільшого виходив на поле в основному складі команди.
Протягом 2011 року захищав на умовах оренди кольори команди італійського клубу «Падова».
До складу клубу «Люцерн» приєднався 2011 року.

## Виступи за збірні
Грав у складі юнацької збірної та молодіжної збірної Швейцарії. На молодіжному рівні зіграв у 20 офіційних матчах, забив 2 голи.
У 2012 році захищав кольори олімпійської збірної Швейцарії. У складі цієї команди провів 1 матч. У складі збірної — учасник футбольного турніру на Олімпійських іграх 2012 року у Лондоні.

## Статистика виступів

### Статистика клубних виступів
| Сезон             | Команда           | Чемпіонат         | Чемпіонат | Чемпіонат | Національний кубок | Національний кубок | Національний кубок | Континентальні кубки | Континентальні кубки | Континентальні кубки | Інші змагання | Інші змагання | Інші змагання | Усього | Усього |
| Сезон             | Команда           | Ліга              | Ігор      | Голів     | Ліга               | Ігор               | Голів              | Ліга                 | Ігор                 | Голів                | Ліга          | Ігор          | Голів         | Ігор   | Голів  |
| ----------------- | ----------------- | ----------------- | --------- | --------- | ------------------ | ------------------ | ------------------ | -------------------- | -------------------- | -------------------- | ------------- | ------------- | ------------- | ------ | ------ |
| 2005-06           | «Серветт»         | ПЛ                | 26        | 2         | —                  | —                  | —                  | —                    | —                    | —                    | —             | —             | —             | 26     | 2      |
| 2006-07           | «Янг Бойз»        | СЛ                | 17        | 1         | КШ                 | ?                  | ?                  | КУЄФА                | 1                    | 0                    | —             | —             | —             | ?      | ?      |
| 2007-08           | «Янг Бойз»        | СЛ                | 29        | 2         | КШ                 | 4                  | 0                  | КУЄФА                | 1                    | 0                    | —             | —             | —             | 34     | 2      |
| 2008-09           | «Янг Бойз»        | СЛ                | 31        | 5         | КШ                 | 2                  | 0                  | КУЄФА                | 3                    | 0                    | —             | —             | —             | 36     | 5      |
| 2009-10           | «Янг Бойз»        | СЛ                | 34        | 4         | КШ                 | 4                  | 1                  | ЛЄ                   | 2                    | 0                    | —             | —             | —             | 40     | 5      |
| 2010-11           | «Янг Бойз»        | СЛ                | 12        | 0         | КШ                 | 2                  | 0                  | ЛЧ+ЛЄ                | 3+5                  | 1+0                  | —             | —             | —             | 22     | 1      |
| Усього «Янг Бойз» | Усього «Янг Бойз» | Усього «Янг Бойз» | 123       | 12        |                    | ?                  | ?                  |                      | 15                   | 1                    |               |               |               | ?      | ?      |
| 2011              | «Падова»          | B                 | 8         | 0         | —                  | —                  | —                  | —                    | —                    | —                    | —             | —             | —             | 8      | 0      |
| 2011-12           | «Люцерн»          | СЛ                | 31        | 1         | КШ                 | ?                  | ?                  | —                    | —                    | —                    | —             | —             | —             | 31     | 1      |
| Усього            | Усього            | Усього            | 188       | 15        |                    | ?                  | ?                  |                      | 15                   | 1                    |               |               |               | ?      | ?      |